# Jay Bothroyd
Jay Bothroyd (født 5. maj 1982) er en engelsk fodboldspiller. Han spiller i Japan hos Hokkaido Consadole Sapporo. Tidligere har han repræsenteret blandt andet Coventry, Charlton og Cardiff.
Bothroyd har (pr. april 2018) spillet én kamp for Englands landshold.

## Englands fodboldlandshold
| Englands landshold | Englands landshold | Englands landshold |
| År                 | Kmp                | Mål                |
| ------------------ | ------------------ | ------------------ |
| 2010               | 1                  | 0                  |
| Total              | 1                  | 0                  |